# 알렉산드르 아뉴코프
알렉산드르 겐나디예비치 아뉴코프(러시아어:  Александр Геннадьевич Анюков, 1982년 9월 28일 ~ )는 러시아의 전 축구 선수로, 포지션은 풀백 (오른쪽)이었다. 현재 러시아 프리미어리그의 FC 제니트 상트페테르부르크에서 코치로 있다.
아뉴코프는 6살 때, 사마라의 축구 학교에서 축구를 시작하였다. 2000년 FC 크릴리야 소베토프 사마라 리저브 팀에서 당시 러시아 2부 리그 소속이었던 1군에 승격하였다. 그 해 10월 14일, 제니트 상트페테르부르크와의 경기에서 데뷔하였으며, 2005년까지 크릴리야 소베토프 사마라 소속으로 뛰었다. 2004년, UEFA 유로 2004 예선에서 출장한 바 없었으나, 수비진의 부상이 속출해 UEFA 유로 2004 러시아 대표팀 선수 명단에 포함되기도 하였다. 2005년 제니트 상트페테르부르크로 이적하였고, 팀의 UEFA컵 2005-06 8강 진출, UEFA컵 2007-08 우승에 공헌하였다.
UEFA 유로 2008에서는 예선에서 센터백, 센터 하프, 오른쪽 사이드 하프 등 본 포지션이 아닌 포지션에 기용되었지만, 본선에서는 오른쪽 사이드 백 주전 선수로서, 팀의 4강 진출에 기여하였다. 2009년 7월부터 FC 바이에른 뮌헨으로 이적한 아나톨리 티모슈크의 뒤를 이어 제니트 상트페테르부르크의 주장으로 활동하고 있다.